# Britta Wiegand

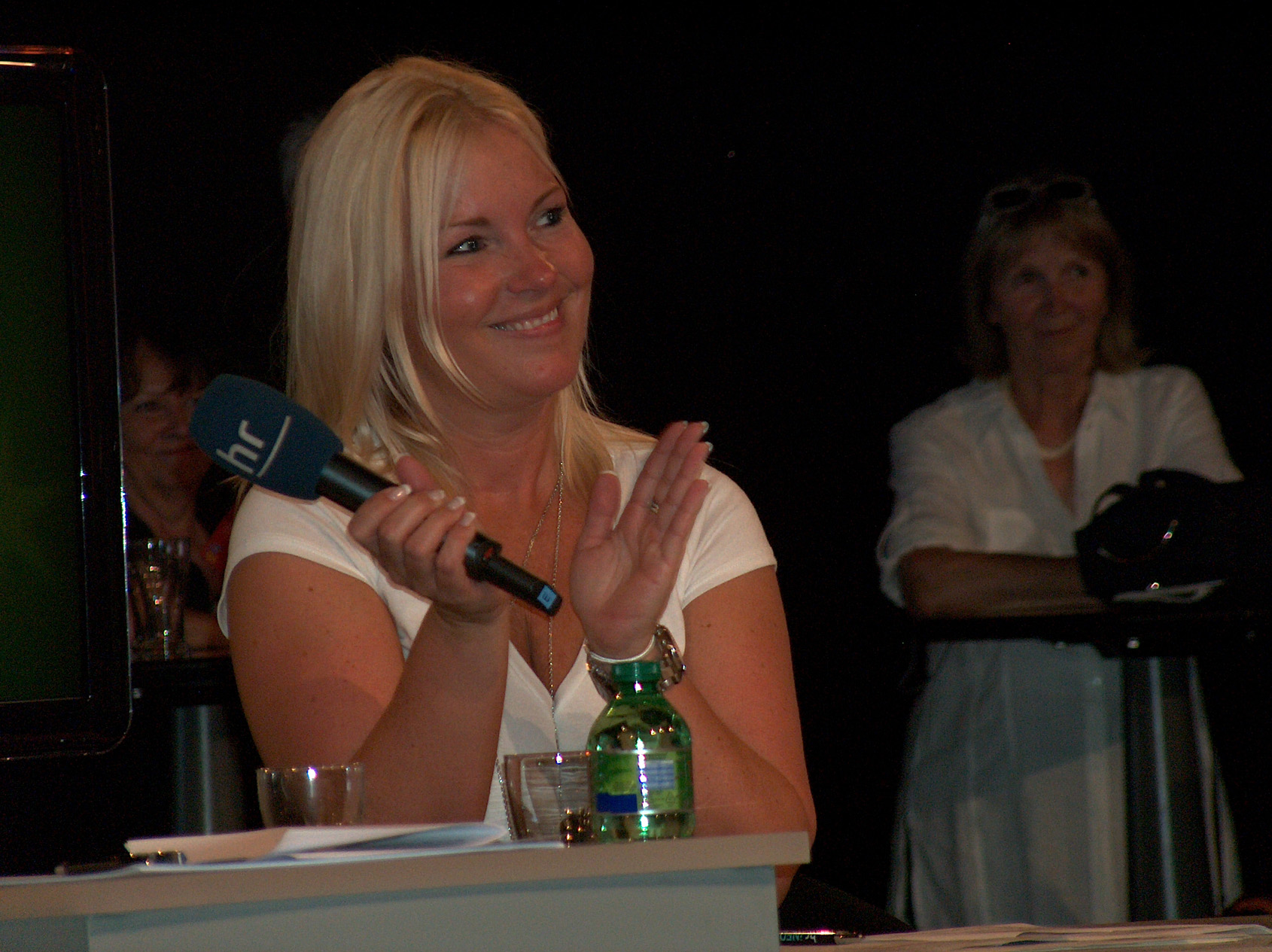
Britta Wiegand Hessentag 2011

Britta Wiegand (* 29. April 1968 in Berlin) ist eine deutsche Radio- und Fernsehmoderatorin. Sie lebt in Aschaffenburg und hat zwei Töchter. Britta Wiegand arbeitet für den Hessischen Rundfunk.

## Tätigkeit beim Rundfunk
Britta Wiegand moderierte bereits im Alter von 17 Jahren bei dem Lokalsender Radio Primavera eine tägliche Radiosendung. Mit 25 Jahren wurde sie Deutschlands jüngste Studioleiterin bei einem Satellitenradiosender in Frankfurt am Main.
Von 1998 bis 2002 moderierte sie täglich das Nachrichtenjournal im bayerischen RTL-Fenster. Von 2000 bis 2007 moderierte Wiegand jeden zweiten Sonntag die Teletipps bei 3sat beziehungsweise beim ZDF. Zwischen Januar 2003 und Ende 2005 moderierte sie außerdem das wöchentliche Magazin Service Gesundheit im hr-fernsehen. Im Jahr 2007 moderierte Wiegand Die schönsten Schlager in hr4 und 2008 Das Schlager ABC im hr-fernsehen.
Außerdem hat Britta Wiegand zwei Jahre als Lockvogel für die Versteckte Kamera im ZDF gearbeitet.
Seit 2001 moderiert sie wieder regelmäßig im Radio für hr3 (2001–2004), hr4 (seit 2004) und  seit 2003 für die ARD den ARD-Nachtexpress.